# 王明善
王明善（？—1625年），字復婴，號視聞，直隶保定府新城縣人。

## 生平
明善幼颖敏，书过目不忘。万历四十三年（1615年）乙卯科順天府鄉試第八十名舉人，四十七年（1619年）己未科進士，官山西曲沃县知县，清操自励，暇辄论文课士，经品题者多显达，为名公卿。一日往谒上官，途遇叛民作乱，围其舆，明善搴帷谕之，众环立以视曰：王公耶！咸叩首解散。天启末行取，入部考选，授吏部，未受职以疾卒。明善未第时，其族人有幼鬻于巨室张姓者，既长，携玉带逃归，匿明善所，明善召张氏子以玉带还之。少弟杀人，罪几坐明善，明善绝不置辩，讞鞠者谛视之曰：此金玉君子也，岂殴人者耶！立出之，少弟亦获免。

## 家族
其先小兴州人，七世祖宓徙新城。曾祖王锦。祖王崇儒。父王思孝。
子王馀厚、王馀慎。